# バルチェッローナ・ポッツォ・ディ・ゴット
バルチェッローナ・ポッツォ・ディ・ゴット（イタリア語: Barcellona Pozzo di Gotto）は、イタリア共和国シチリア州メッシーナ県にある、人口約4万1000人の基礎自治体（コムーネ）。県都メッシーナに次ぎ、県内第二のコムーネ人口を有する。
この都市は、中世にスペイン人がシチリア王国を支配していた時代（アラゴン連合王国）に建設された2つの町、バルチェッローナとポッツォ・ディ・ゴットが1836年に合併してできた。

## 名称
標準イタリア語以外では以下の名称を持つ。
- シチリア語: Baccialona Pizzaottu

## 地理

### 位置・広がり
メッシーナ県のコムーネ。県都メッシーナから西へ30kmの距離にある。

#### 隣接コムーネ
隣接するコムーネは以下の通り。
- ミラッツォ - 北東
- メリ - 北東
- サンタ・ルチーア・デル・メーラ - 東
- カストロレアーレ - 南
- テルメ・ヴィリアトーレ - 西

## 行政

### 分離集落
バルチェッローナ・ポッツォ・ディ・ゴットには、以下の分離集落（フラツィオーネ）がある。
- Acquacalda, Acquaficara, Calderà, Cannistrà, Centineo, Femminamorta, Gala, Migliardo, Oreto, Portosalvo, San Paolo, Sant'Antonio Abate, Sant'Antonino, Santa Venera

## 歴史
ポッツォ・ディ・ゴットは、1463年に建設された。バルチェッローナは、1522年にスペイン人たちによって建設された。

### ポッツォ・ディ・ゴットの成立
ポッツォ・ディ・ゴットの名は、この地域の開発にあたった Nicholas Goto の名に因む。1463年の俗ラテン語の文書には "... Nicolao de Gotho, ..., in quo Puzzo de Gotho ..." と見える。 長らくミラッツォの支配下に置かれていたが、1571年に、ポッツォ・ディ・ゴットの市民は、メッシーナの大司教から、ミラッツォ司教の管轄下から独立し、自らの司祭を選出する権利を認められた。1639年5月22日、マドリードの国王（フェリペ4世）は Libera et Realis Civitas Putei de Gotho と題された王命を発し、ポッツォ・ディ・ゴットはミラッツォから政治的に独立を獲得した。
この動きは、カストロレアーレの管轄下に置かれていたロンガーノ川以西の村が政治的自立を求めることを促した。

### バルチェッローナの成立
カストロレアーレで記された、1522年に日付がさかのぼる公正証書には、"Barsalona"という集落の名が登場する。この村は、ポッツォ・ディ・ゴットの洗礼記録には"Graziosa Barsalona"と記されている。この地名は、イベリア人の船員によって命名された。バルチェッローナの自治権は1815年5月15日にシチリアの議会によって議決され、1823年2月28日に両シチリア王フェルディナンド1世によって批准された。

### 合併
1835年1月5日、ポッツォ・ディ・ゴットとバルチェッローナを行政的に統合させる法律が制定され、1836年6月1日に施行された。新都市の名はバルチェッローナ・ポッツォ・ディ・ゴットとなった。